# Collin Benjamin
Collin Benjamin (Windhoek, 3 de agosto de 1978) é um ex-futebolista e treinador de futebol namibiano (nascido quando seu país, então denominado Sudoeste Africano, ainda integrava a África do Sul) que jogava como zagueiro ou volante. Atualmente comanda a Seleção Namibiana.

## Carreira
Revelado em 1996 no Civics, de sua cidade natal, Benjamin jogou praticamente toda sua carreira futebolística na Alemanha, onde chegou em 1999 para defender o Germania Schnelsen por 5 meses.
Após passar pelo Elmshorn 1920 em 2000, foi contratado pelo tradicional Hamburgo em janeiro do ano seguinte. Alternando entre a equipe reserva e os titulares, foram 187 partidas (41 pelo time B e 146 pela equipe principal) e 18 gols marcados (5 pelo HSV II e 13 pelo Hamburgo principal), sendo campeão da extinta Copa da Liga Alemã de 2003, último título conquistado pelos Dinossauros. Seu contrato acabou não sendo renovado para 2011 e ele foi dispensado, assinando pouco depois com o Munique 1860.
Ao final da temporada, depois de 18 partidas e nenhum gol marcado, Benjamin optou em não renovar seu vínculo contratual com os "Leões", encerrando sua carreira aos 33 anos.

## Seleção
Pela Seleção Namibiana, Benjamin disputou apenas uma edição da Copa Africana de Nações, em 2008, não passando da fase de grupo.

## Carreira de treinador
Um ano após deixar os gramados, Chippy voltou ao Munique 1860 para realizar um estágio como treinador na base do clube, passando a comandar a equipe Sub-13. Em 2014, após obter a licença de treinador, foi auxiliar-técnico de Torsten Fröhling no time reserva, antes de serem promovidos à comissão técnica dos Leões na segunda divisão alemã para a temporada seguinte. O ex-zagueiro seguiu no clube até janeiro de 2016, quando saiu alegando questões pessoais.
Em agosto de 2018, voltou ao futebol como auxiliar-técnico de Ricardo Mannetti e, posteriormente, de Bobby Samaria na Seleção Namibiana entre 2018 e 2021, tornando-se treinador dos Bravos Guerreiros em junho de 2022.
Sob o comando de Benjamin, a Namíbia conquistou sua primeira vitória na história da Copa das Nações Africanas, derrotando a Tunísia por 1 a 0, e também avançou pela primeira vez à fase decisiva da competição. A campanha namibiana foi encerrada nas quartas-de-final, com uma derrota por 3 a 0 para Angola.

## Títulos
Hamburgo
- Copa da Liga Alemã: 2003